# Горсков Сергій Дмитрович
Сергій Дмитрович Горсков (нар. 12 березня 1996) — український боксер-любитель.

## Спортивні досягнення у боксі
- Регіональні аматорські
  - 2021 —  Чемпіон України у першій важкій вазі (до 86 кг)
  - 2019 —  Чемпіон України у важкій вазі (до 91 кг)
  - 2017 —  Чемпіон України у важкій вазі (до 91 кг)
  - 2018 —  Срібний призер чемпіонату України у важкій вазі (до 91 кг)
  - 2016 —  Бронзовий призер чемпіонату України у важкій вазі (до 91 кг)